# Saint-Germain-de-la-Coudre
Saint-Germain-de-la-Coudre ist eine französische Gemeinde mit 828 Einwohnern (Stand: 1. Januar 2022) im Département Orne in der Region Normandie. Sie gehört zum Arrondissement Mortagne-au-Perche und zum Kanton Ceton. Die Einwohner werden Saint-Germinois genannt.

## Geographie
Die Gemeinde Saint-Germain-de-la-Coudre liegt im Hügelland der Perche an der Mündung der Coudre in die Même, 18 Kilometer westsüdwestlich von Nogent-le-Rotrou. Umgeben wird Saint-Germain-de-la-Coudre von den Nachbargemeinden La Chapelle-Souëf im Norden, Gémages im Nordosten, Le Theil im Osten, Avezé im Südosten, Préval im Süden, La Chapelle-du-Bois im Süden und Südwesten, Bellou-le-Trichard im Westen sowie Igé im Nordwesten.

## Bevölkerungsentwicklung
| Jahr                       | 1962 | 1968 | 1975 | 1982 | 1990 | 1999 | 2010 | 2021 |
| -------------------------- | ---- | ---- | ---- | ---- | ---- | ---- | ---- | ---- |
| Einwohner                  | 836  | 809  | 717  | 714  | 752  | 783  | 839  | 823  |
| Quellen: Cassini und INSEE |      |      |      |      |      |      |      |      |

## Sehenswürdigkeiten
- Kirche Saint-Germain aus dem 13. Jahrhundert mit Krypta aus dem 12. Jahrhundert, Monument historique
- Pfarrhaus aus dem 16. Jahrhundert, seit 1995 Rathaus
- Herrenhaus von La Fresnaye
- Herrenhaus von Villiers
- Herrenhaus von Blandé
- Wasserturm

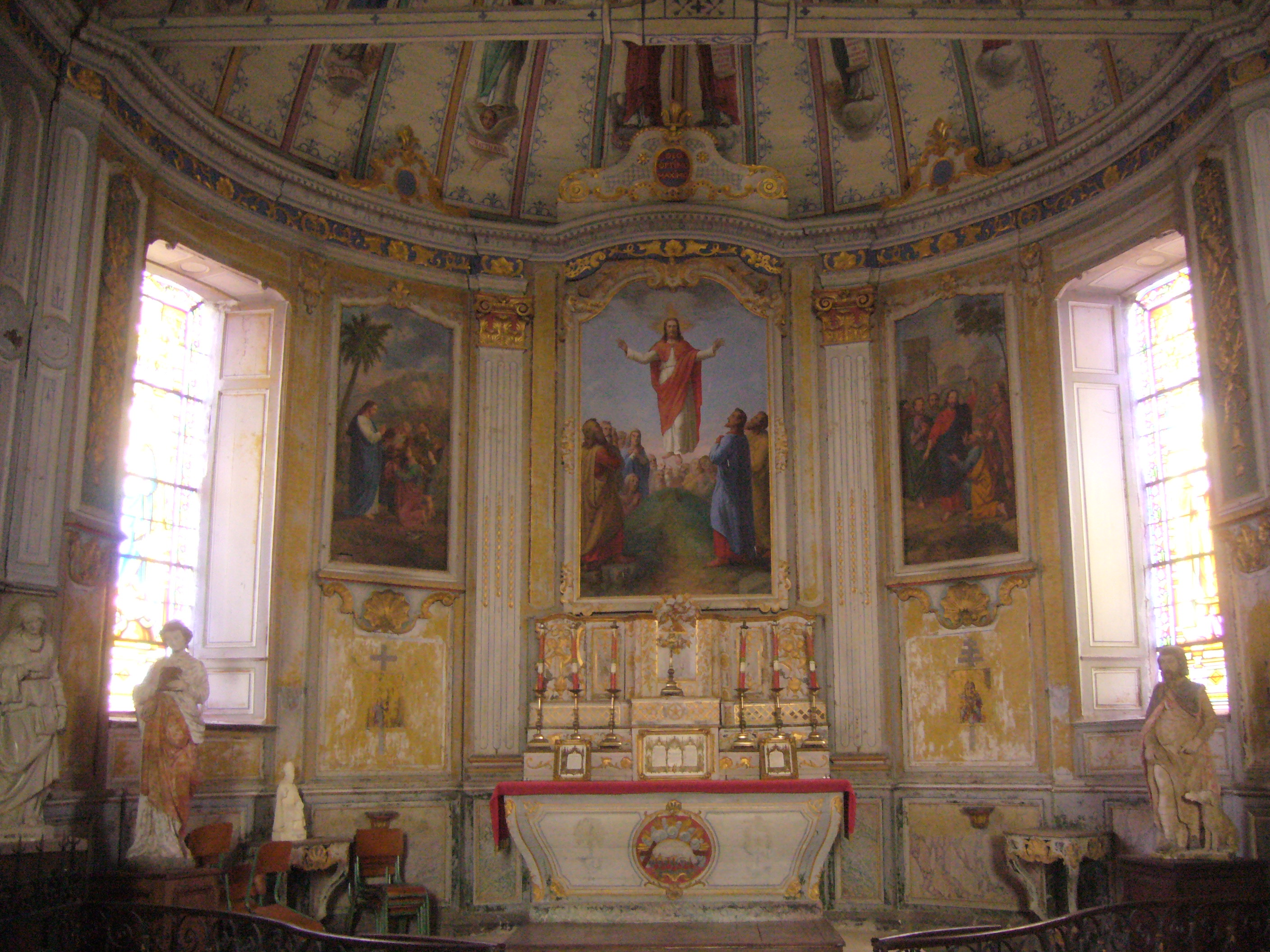
Innenansicht der Kirche Saint-Germain
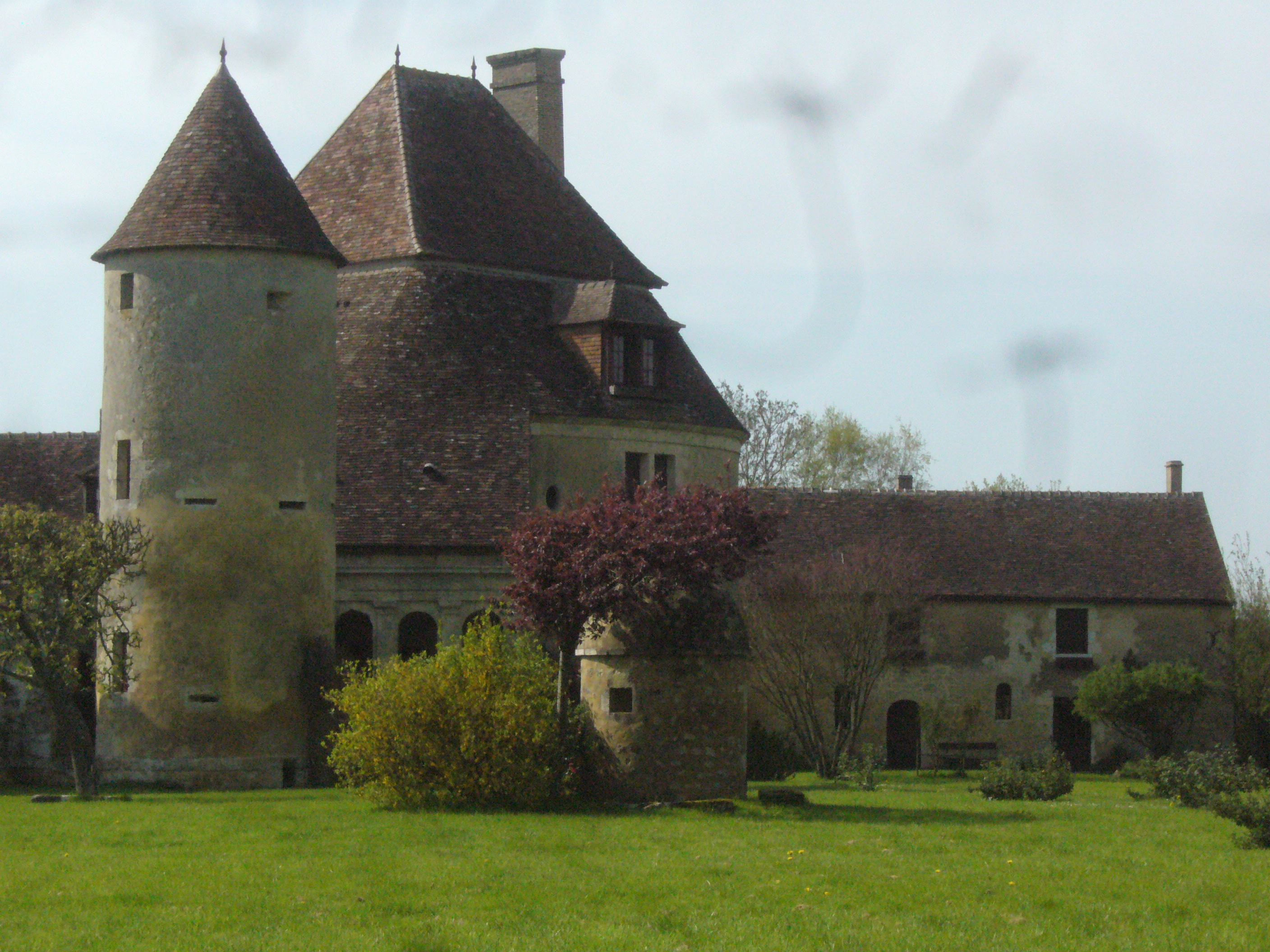
Herrenhaus La Fresnaye